# Louisiana Icegators
Louisiana Icegators, stiliserat som Louisiana IceGators, var ett amerikanskt professionellt ishockeylag som spelade i den amerikanska ishockeyligan East Coast Hockey League (ECHL)/ECHL mellan 1995 och 2005. De spelade sina hemmamatcher i inomhusarenan Cajundome, som har en publikkapacitet på 11 433 åskådare vid ishockeyarrangemang, i Lafayette i Louisiana. Laget var farmarlag för Detroit Red Wings, Toronto Maple Leafs och Minnesota Wild i NHL. De vann varken Riley Cup eller dess efterföljare Kelly Cup, som var/är trofén till det lag som vann/vinner ECHL:s slutspel.
Spelare som spelade för dem var bland andra Derek Boogaard, Maxime Fortunus, Marius Holtet, Kevin Mitchell, Pascal Pelletier och John Wikström.